# 康元積
康元積（1559年—1613年），字日空，号函三，湖廣衡州府衡山县人，明朝政治人物。

## 生平
万历二十二年（1594年）甲午科湖廣中式舉人，二十九年（1601年）辛丑科進士，官太常寺博士，上保泰疏，侃侃数千言，深切时政，赵家宰焕称为当代一人。在籍尝以黄堡驿马病民，条议改罢。又仿安成条鞭例，调停邑赋，省若干缗，乡人赖之。擢吏科给事中，未到任即病逝，祀乡贤。与弟康元和（万历甲午举人，官苏州府同知）共立「双桂联芳坊」。曾在衡山南岳庙右建会灵精舍。